# Naissance en 1090
Naissance
- 1086
- 1087
- 1088
- 1089
- 1090
- 1091
- 1092
- 1093
- 1094

Cette page dresse une liste de personnalités nées au cours de l'année 1090 :
- Bernard de Clairvaux, moine français, abbé de Clairvaux.
- Frédéric de Hohenstaufen, duc de Souabe.
- Fujiwara no Atsuyori,  poète et courtisan japonais.
- Fujiwara no Akisuke, poète et courtisan kuge.
- Qin Hui, premier ministre de la dynastie Song en Chine, traditionnellement considéré comme un traître à la race han pour sa participation à l'exécution du général Yue Fei.
- Reverter Guislaber de la Guardia, vicomte de Barcelone.
- Sigurd Ier de Norvège, roi de Norvège.

date incertaine (vers 1090)
- Conrad Ier de Zähringen, duc de Zähringen et comte de Bourgogne.
- Douce de Gévaudan, dite Douce de Carlat ou Douce d'Arles, comtesse de Provence, vicomtesse de Millau et de Carlat et comtesse de Barcelone.
- Gruffydd ap Rhys Ier, prince de Deheubarth.
- Hugues Ier de Rodez, comte de Rodez et vicomte de Carlat.
- Niklot, prince des Obodrites, des Chizzinites et des Cirpanites et seigneur de Schwerin.

## Crédit d'auteurs
- Cet article est partiellement ou en totalité issu de l'article intitulé « 1090 » (voir la liste des auteurs).